# Австрія на літніх Олімпійських іграх 1904
З австрійської частини Австро-Угорщини на літніх Олімпійських іграх 1904 брали участь два спортсмени у двох видах спорту. Команда посіла десяте місце у загальнокомандному заліку.
Результат Юліуса Ленгарта в командному багатоборстві виділено курсивом, зараховано змішаній команді.

## Медалісти

### Золото
|   |               |                                                                    |
| № | Спортсмени    | Вид спорту (дисципліна)                                            |
| 1 | Юліус Ленгарт | Спортивна гімнастика (індивідуальне багатоборство серед чоловіків) |
| 2 | Юліус Ленгарт | Спортивна гімнастика (командне багатоборство серед чоловіків)      |

### Срібло
|   |               |                                                   |
| № | Спортсмени    | Вид спорту (дисципліна)                           |
| 1 | Юліус Ленгарт | Спортивна гімнастика (триборство серед чоловіків) |

### Бронза
|   |            |                                     |
| № | Спортсмени | Вид спорту (дисципліна)             |
| 1 | Отто Вале  | Плавання (440 ярдів вільним стилем) |

## Результати змагань

### Плавання
| Змагання                 | Спортсмени | Фінал     | Фінал |
| Змагання                 | Спортсмени | Результат | Місце |
| ------------------------ | ---------- | --------- | ----- |
| 440 ярдів вільним стилем | Отто Вале  | 6:39,0    | 3     |
| 880 ярдів вільним стилем | Отто Вале  | DNF       |       |
| 1 миля вільним стилем    | Отто Вале  | невідомий | 4     |

### Спортивна гімнастика
| Змагання               | Спортсмени    | Фінал     | Фінал |
| Змагання               | Спортсмени    | Результат | Місце |
| ---------------------- | ------------- | --------- | ----- |
| Індивідуальна першість | Юліус Ленгарт | 69.80     | 1     |

| Змагання          | Спортсмени                                      | Оцінка | Місце |
| ----------------- | ----------------------------------------------- | ------ | ----- |
| Командна першість | Змішана команда (ZZX) Philadelphia Turngemeinde | 370.13 | 1     |
| Командна першість | Австрія (AUT) Юліус Ленгарт (Австрія)           |        | 1     |
| Командна першість | США (USA) Філіп Кассел                          |        | 1     |
| Командна першість | США (USA) Антон Гайда                           |        | 1     |
| Командна першість | США (USA) Макс Гесс                             |        | 1     |
| Командна першість | США (USA) Ернст Рекевег                         |        | 1     |
| Командна першість | США (USA) Джон Граейб                           |        | 1     |
| Командна першість | США (USA) Джон Вульф                            |        | —     |
| Командна першість | США (USA) Вільям Трабанд                        |        | —     |